# Rudtjärnbergets naturreservat
Rudtjärnbergets naturreservat är ett naturreservat i Kramfors kommun i Västernorrlands län.
Området är naturskyddat sedan 2024 och är 149 hektar stort. Reservatet ligger nordväst om Bollstabruk och består av grannaturskog samt hällmarkstallskog.